# 朱文圭
朱 文圭（しゅ ぶんけい、1401年 - 1457年）は、明の皇族。第2代皇帝建文帝の次男。下記の通り、長期にわたる幽閉を経験した人物である。

## 生涯
建文3年、建文帝を父、孝愍皇后（馬皇后）を母として南京応天府の宮廷で生まれた。建文4年（1402年）に大叔父の燕王朱棣によるクーデター（靖難の変）が成功して南京が陥落すると、父の建文帝と同母兄で皇太子の朱文奎は行方不明、母の馬皇后は自殺した。朱棣は即位して永楽帝となると建文帝派の人物を多く誅殺したが、数えで2歳だった朱文圭は永楽帝より助命された。ただし、建庶人に降格されて、皇族の籍を剥奪された上、太祖洪武帝（朱元璋）の生地である鳳陽（現在の安徽省鳳陽県）に置かれた中都の広安宮に幽閉され、そのまま長年にわたってこの状態が続いた。
永楽帝から4代後の皇帝、永楽帝の曽孫にあたる景泰帝の治世が行われていた景泰8年（1457年）に奪門の変が起こり、景泰帝の兄である英宗正統帝が正統14年（1449年）に起きた土木の変以来の軟禁状態から復権し天順帝として重祚すると、英宗は似た境遇にあった父（宣徳帝）の又従弟（英宗自身から見て7親等）にあたる建庶人（朱文圭）に同情し、その解放を考案した。この意向に重臣の李賢も賛同し、母の孫皇后の許しも得た上で人心の動揺を案じる反対を押し切った英宗は宦官の牛玉を遣わして朱文圭に恩赦を伝えた。この時、朱文圭は喜びと悲しみを表し、恩赦は思ってもみなかったと述べたとされる。また、2歳から外界から隔離されていたため、牛馬すら認識できなかったともされている。
靖難の変から55年後のこの恩赦により、朱文圭は57歳にして罪を許され、皇族として復帰し、妻を娶り行動の自由も許されたが、間もなく病没した。
なお、朱文圭の没後にも「建庶人」についての記録が残っており、朱文圭の子孫と推定されている。また、後世において概ね低く評価される英宗の統治において、この朱文圭への恩赦は善政の一つとされた。
明滅亡後の亡命政権の南明の歴代皇帝から、潤懐王または原懐王と諡を受けた。